# Palacio del Cabildo de Cuzco
El Palacio del Cabildo de la ciudad del Cusco es un edificio histórico ubicado en la Plaza Regocijo en el centro histórico del Cusco, Perú. Se levanta en el mismo terreno desde el siglo XVI y durante su historia sirvió como local del Cabildo de la ciudad, cárcel de hidalgos, prefectura, municipalidad y, actualmente, despacho del Alcalde, centro de convenciones y  desde 1995 sede del Museo de Arte Contemporáneo de Cusco.
Desde 1972 el inmueble forma parte de la Zona Monumental del Cusco declarada como Monumento Histórico del Perú. Asimismo, en 1983 al ser parte del casco histórico de la ciudad del Cusco, forma parte de la zona central declarada por la UNESCO como Patrimonio Cultural de la Humanidad.

## Historia
El 23 de marzo de 1534 se dio la fundación española del Cusco en el mismo lugar donde se extendía la ciudad incaica capital del Tahuantinsuyo. Diego de Almagro, fundador, estableció el primer cabildo y nombró a Beltrán de Castro y Pedro de Candia como alcaldes ordinarios el 24 de marzo. El día 25 se dio la primera reunión del recién formado cabildo.
El 29 de octubre de 1534 se realizó la repartición de los solares entre los conquistadores

“Señalose por casa del cabildo e fundición el galpón grande que está en el andén encima la placa”
Libro Primero del Cabildo – 1534

.
Según el cronista Bernabé Cobo, la posible ubicación habría sido el antiguo Palacio de Coracora:

CORACORA (CH: 5-5): “Era un buhío llamado Coracora, en que dormía Inca-Yupanqui, que es donde ahora están las casas de Cabildo”
Bernabé Cobo

.
El 2 de enero de 1559 se produjo una reunión del cabildo señalando la ubicación dónde se debía levantar el edificio del cabildo.

“2-1- 1559: En la gran ciudad del Cuzco, cabeza de estos reinos del Perú, en dos días del mes de enero de mil e quinientos e cincuenta e nueve años, se juntaron en su cabildo los muy magníficos señores cabildo, justicia e regimiento de esta dicha ciudad e por ante mí, Sancho de Orue, escribano de Su Majestad e público e del cabildo de esta dicha ciudad, trataron y acordaron y platicaron en las cosas siguientes:

Este día se trató y acordó que se hiciesen las casas de cabildo en la plaza, junto a la fuente de la Merced y monasterio de Nuestra Señora, y que luego se ponga en obra y se entienda en ello y se haga la traza que mejor les pareciere, escogiendo en las que están hechas”
Libro del Cabildo de Cusco 1559-1560.

En mayo del mismo año se repite la misma preocupación:

“En este cabildo los dichos señores justicia e regimiento, habiendo platicado muchas veces sobre que esta ciudad no tiene casa donde se haga ayuntamiento, y la gran utilidad que resulta que la haya así para esto como para su autoridad y recaudo de las escrituras que tocan al dicho cabildo y provisiones reales de Su Majestad que para ordenación de esta ciudad se proveen, y para que en todo haya el autoridad e policía que hay en España en las ciudades, en especial para que también haya cárcel de caballeros y personas de calidad e hijosdalgo que se prenden por delitos. Y, platicado sobre ello, acordaron que se hiciese la dicha casa de cabildo frontero del monasterio de Nuestra Señora de La Merced, en la plaza de Tlanguiz, de la traza y de la cantidad que se ha platicado otras veces, y cometieron el cargo de ello a Gaspar Jara, vecino e mayordomo de esta dicha ciudad, para que con parecer de oficiales haga la dicha traza, e que para el otro cabildo platicarían e verían la traza que estaba dada, e se proveería sobre ello”
Libro del Cabildo de Cusco 1559-1560

.
El año siguiente ya se deja constancia que la edificación había sido levantada:

“1-1- 1560: En la ciudad del Cuzco, cabeza de estos reinos e provincias del Perú, día de Año Nuevo de este presente año de mil e quinientos e sesenta años, los muy magníficos señores justicia e regimiento de la dicha ciudad, conviene a saber, el muy magníficos señor licenciado Polo Ondegardo, corregidor e justicia mayor en ella, e los muy magníficos señores Juan de Salas e Diego de los Ríos, alcaldes ordinarios, e el capitán Diego Maldonado e Martín Hurtado de Arbieto e Rodrigo de Esquivel e Jerónimo Costilla e Diego Ortiz de Guzmán e Diego de Trujillo e Juan de Berrio, regidores, acordaron de juntarse en las casas nuevas de consistorio, que se han hecho en la plaza del Tlanguiz de esta dicha ciudad para el dicho efecto, que es el primero día que en ella se juntan, e elegir en ellas alcaldes ordinarios e regidores, procurador e mayordomo, usando de la merced e privilegio”
Libro del Cabildo de Cusco 1559-1560

.

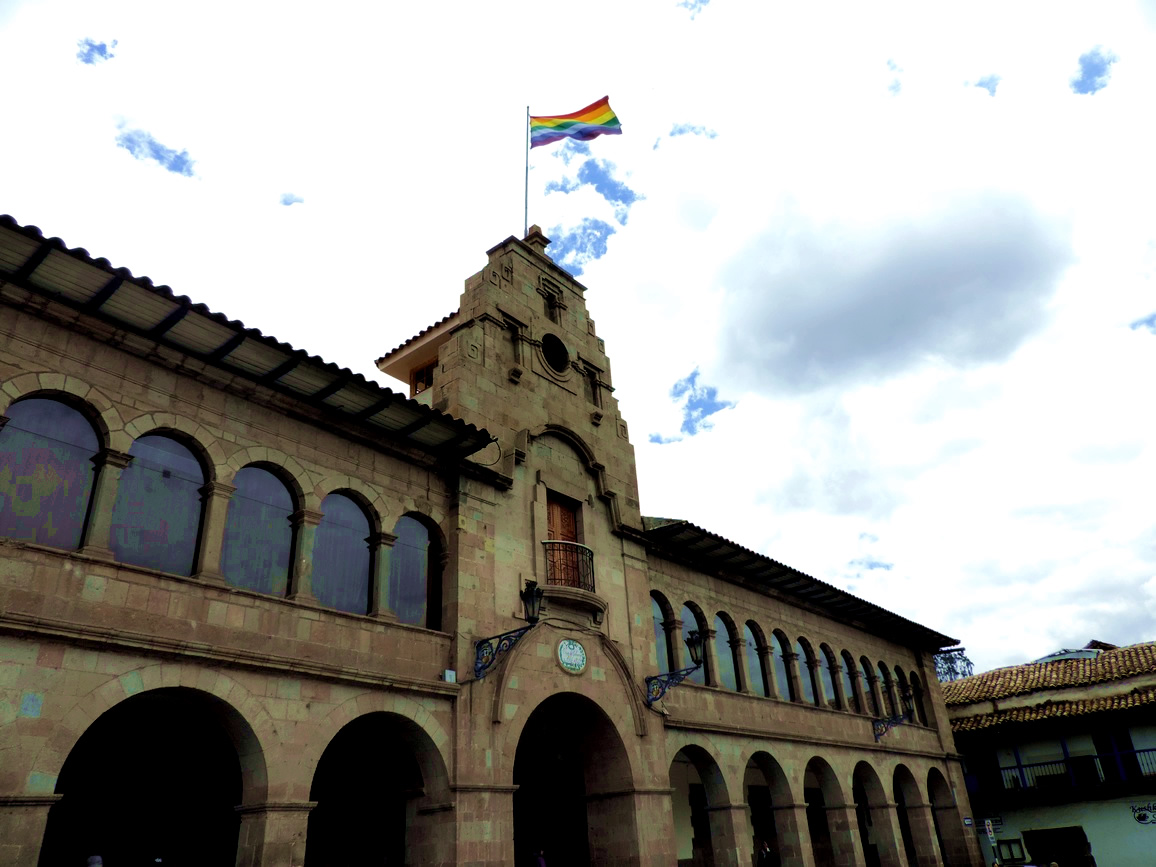
Detalle del frontis del palacio

Con lo que se acredita que desde el año de 1569, la manzana ubicada al norte de la actual Plaza Regocijo, denominada entonces "Plaza de Tlanguiz" y luego "Plaza del Cabildo", alojó el local del Cabildo del Cuzco. Asimismo se toma en cuenta que en el siglo XVI aún no se había construido la Casa de Moneda, en el solar que hoy ocupa el edificio del Hotel de Turistas del Cusco, y que tanto la Plaza Regocijo como la Plazoleta Espinar y el espacio ocupado por ese solar formaban todas un solo espacio público (la Plaza de Tlanguiz). En esa idea, el solar del Cabildo quedaba al frente del Templo de La Merced.
En el siglo XIX se instala en dicho solar la Prefectura del Cusco ocupándola hasta 1873 cuando se instala la Corte de Justicia y la Comisaría del Cusco. En 1840, durante la guerra contra la Confederación Perú-Boliviana, el general Agustín Gamarra demolió a cañonazos el Convento de los Agustinos con lo que muchos de sus elementos líticos fueron utilizados en el Palacio del Cabildo. Así, los portales del exterior y del interior del palacio son los que habían formado parte del claustro de dicho convento. Esta adecuación terminó de realizarse hacia el año 1848, fecha que aparece grabada en el frontis del palacio. Entre los años de 1938 y 1939 se realizó la última remodelación del palacio con el arquitecto peruano Emilio Harth Terre quien ya había trabajado en la ciudad de Lima en la remodelación del Palacio Municipal, la Catedral y la Basílica de la Merced.